# Venus d'Iluro
La Venus d'Iluro és una escultura trobada durant les excavacions dutes a terme a la zona de Can Xammar de Mataró entre els mesos de març i octubre de 2002. L'escultura es conserva fragmentada i representa la deessa romana Venus (Afrodita, pels grecs). Per les anàlisis que se li han practicat, cal dir que va ser feta amb marbre blanc d'origen grec, i tot apunta que es tractaria d'una còpia romana feta al segle ii dC. Actualment es conserva al Museu de Mataró. Pels fragments trobats es pot reconstruir hipotèticament quin era l'esquema que seguia l'escultura. A la part inferior del tors es distingeix una mà que aguanta un mantell i deixa entreveure una part de la panxa nua; el cap que manifesta una manera de fer típicament grega; el dofí, que té el bec escapçat, i que simbolitza l'origen marí de la deessa i finalment una part d'una de les extremitats superiors de l'escultura, segurament un colze. Tot plegat fa pensar en un esquema típic en escultures d'Afrodita i que s'ha assenyalat ja algun paral·lel pel fa a l'esquema, no estilístic, amb la Venus del Museu del Bardo de Tunísia. La Venus de mida natural estaria representada dreta, amb el cos nu parcialment cobert amb un mantell que sosté amb la mà esquerra i que li tapa la zona púbica fins a mitja cama. A l'esquerra de la deessa s'hi representa el dofí que simbolitza l'origen marí d'aquesta, raó per la qual s'associa a la Venus amb ambients, edificis i dependències relacionades amb l'ús de l'aigua i pel que es creu que podria haver estat decorant la sala de recepció de les termes de la ciutat ilurenca.